# Корте Моро (Мантова)
Корте Моро је насеље у Италији у округу Мантова, региону Ломбардија.
Према процени из 2011. у насељу је живело 43 становника. Насеље се налази на надморској висини од 23 м.